# Sulfatiazol
Sulfatiazolul este un antibiotic din clasa sulfamidelor care a fost utilizat în trecut în tratamentul unor infecții bacteriene (administrare orală și cutanată). Mai este disponibilă pentru uz veterinar, însă s-a renunțat utilizarea sa la om deoarece există alternative mai puțin toxice.